# Ptyssiglottis procridifolia
Ptyssiglottis procridifolia är en akantusväxtart som beskrevs av Hallier f.. Ptyssiglottis procridifolia ingår i släktet Ptyssiglottis och familjen akantusväxter. Inga underarter finns listade i Catalogue of Life.